# 고동민
고동민(高東民, 1999년 1월 12일~)은 대한민국의 축구 선수로, 포지션은 골키퍼이다. 현재 경남 FC 소속이다.

## 구단 경력
2017년, 일본의 마쓰모토 야마가 FC에 입단했다.
2020년, 반라우레 하치노헤로 임대를 떠난 뒤, 2021년에 마쓰모토 야마가로 복귀했다.
2022년, 대한민국의 경남 FC로 임대를 떠났으며, 같은 해 7월에 완전 이적을 했다.